# マルバス

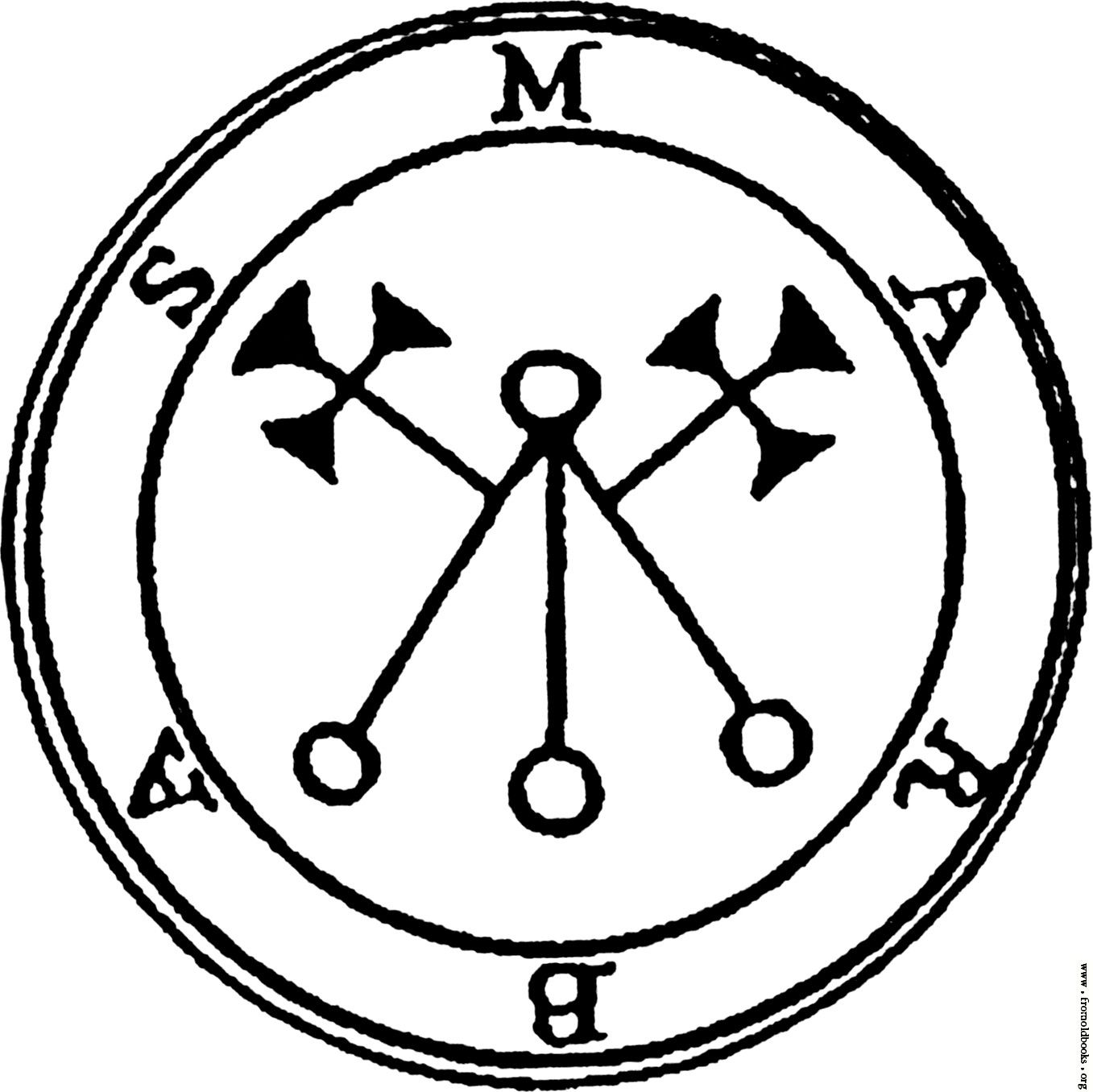
マルバスのマーク

マルバス（Marbas）は、悪魔学における悪魔の一人。バルバス（Barbas）とも呼ばれる。

## 概要
『ゴエティア』によると、序列5番の地獄の大総裁。36の悪魔の軍団を率いるという。
『大奥義書』によれば、ルキフゲ・ロフォカレの支配下にあるという。
レジナルド・スコットの『妖術の開示』1655年版に記載されている、パイモン、バティン、バルマを呼び出し、その恩恵を受ける方法の中では、パイモンがマルバスの下位にある存在であると説明されている。
召喚されると、強壮なライオンの姿で現れる。召喚者が命じれば、人間の姿を取る。隠されたものや秘密に関する質問に真摯に答えてくれる。また、疫病をもたらす力とそれを治す力を持ち、工芸に関する優れた知識も有しているとされる。人の姿を変化させることもできるという。
シェイクスピアの『ウィンザーの陽気な女房たち』などの作品に登場するバルバスン（Barbason）は、マルバスのことだと考えられている。